# Eva Pigford

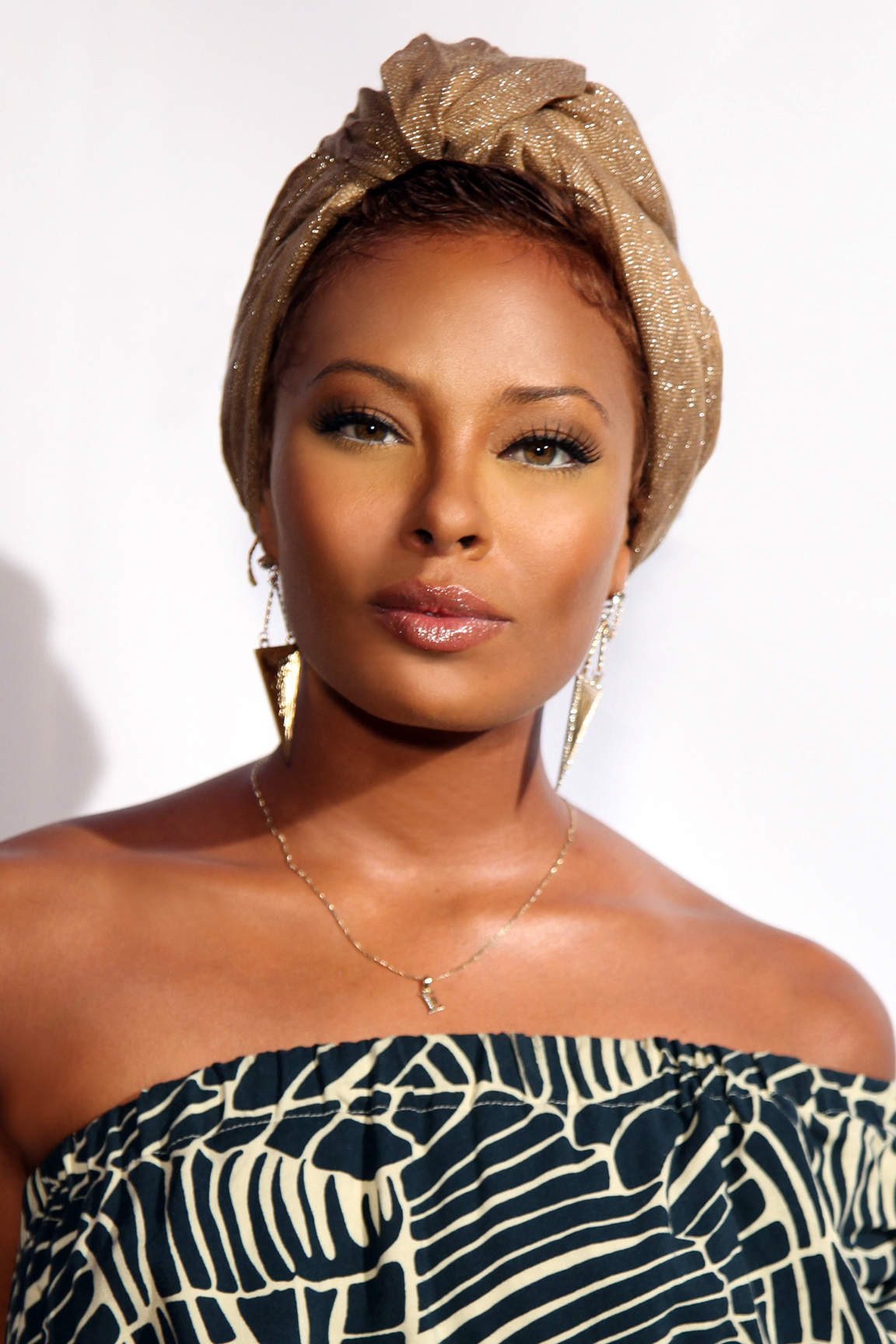
Eva Marcille (2012)

Eva Marcille Pigford (* 30. Oktober 1984 in Los Angeles, Kalifornien) ist ein US-amerikanisches Model, das als Gewinnerin der dritten Staffel, der US-amerikanischen Reality-Show America’s Next Top Model bekannt wurde. Des Weiteren arbeitet sie als Schauspielerin.

## Leben und Karriere
Eva Marcille Pigford wurde am 30. Oktober 1984 in Los Angeles, Kalifornien, als Tochter afro-amerikanischer Eltern geboren. Sie besuchte die Raymond Avenue Elementary School, Marina Del Rey Middle School und Washington Preparatory High School (2002). Des Weiteren die Clark Atlanta University in Atlanta, Georgia.
Bekannt wurde sie 2004 durch die US-amerikanische Reality-Show America’s Next Top Model, in der sie als Gewinnerin der dritten Staffel hervorging. In der Show wurde sie oft als „Eva die Diva“ bezeichnet, da sie sich häufig mit ihren Konkurrentinnen anlegte und beweisen wollte, dass sie trotz ihrer Größe genauso gut sei wie die anderen. Nach der Show stieg Pigford anfangs erfolgreich in die Modelbranche ein, begann aber nach kurzer Zeit mit der Schauspielerei.
2013 spielte sie im Musikvideo J’accélere des französischen Rappers Rohff die weibliche Hauptrolle.

## Filmografie (Auswahl)
- 2004: America’s Next Top Model (Dritte Staffel)
- 2004: The Walk
- 2006: Premium
- 2006: Crossover
- 2007: I Think I Love My Wife
- 2007: Smallville (Fernsehserie, Folge 7x03)
- 2007–2011: House of Payne (Fernsehserie, 11 Folgen)
- 2008–2009: Schatten der Leidenschaft (The Young and the Restless, Seifenoper, 72 Folgen)
- 2009: The Assistants (Fernsehserie, Folge 1x09)
- 2011: The Boys and Girls Guide to Getting Down (Fernsehfilm)
- 2011: Let’s Stay Together (Fernsehserie, Folge 1x08)
- 2012: If You Really Love Me (Fernsehfilm)
- 2013: 24 Hour Love
- 2014: The Fright Night Files (Fernsehfilm)
- 2015: Fear Files (Fernsehfilm)
- 2015: Sister Code
- 2015–2016: Born Again Virgin (Fernsehserie, 11 Folgen)
- 2017: Busted (The Cheaters Club)
- 2017: Miss Me This Christmas
- 2021: Adventures in Christmasing
- seit 2021: Die Männer Ihrer Majestät (All the Queen’s Men, Fernsehserie)
- 2022: Hello (Fernsehfilm)
- 2022: A Christmas Fumble
- 2022: A New Diva’s Christmas Carol (Fernsehfilm)
- 2022–2023: Sistas (Fernsehserie, 9 Folgen)
- 2024: Buried Alive and Survived (Fernsehfilm)